# Selgros
Selgros – niemiecko-szwajcarska sieć hurtowni (tzw. cash and carry) dla przedsiębiorców – w szczególności dla gastronomii, cateringu, hotelarstwa, handlu detalicznego oraz instytucji opieki społecznej i placówek oświatowo-wychowawczych.
Selgros Cash & Carry z centralą w Poznaniu jest częścią niemieckiego holdingu Transgourmet zajmującego się hurtową sprzedażą produktów żywnościowych. Od 2011 Transgourmet Holding AG jest częścią COOP, druga co do wielkości szwajcarska grupa handlu artykułami spożywczymi. W kwietniu 2018 Selgros posiadał 40 hurtowni na terenie Niemiec, 22 w Rumunii i 18 w Polsce.
We wrześniu 2015 roku sieć zmieniła logo, wystrój hal oraz swój wizerunek promując go reklamami w internecie, prasie oraz telewizji.

## Selgros w Polsce

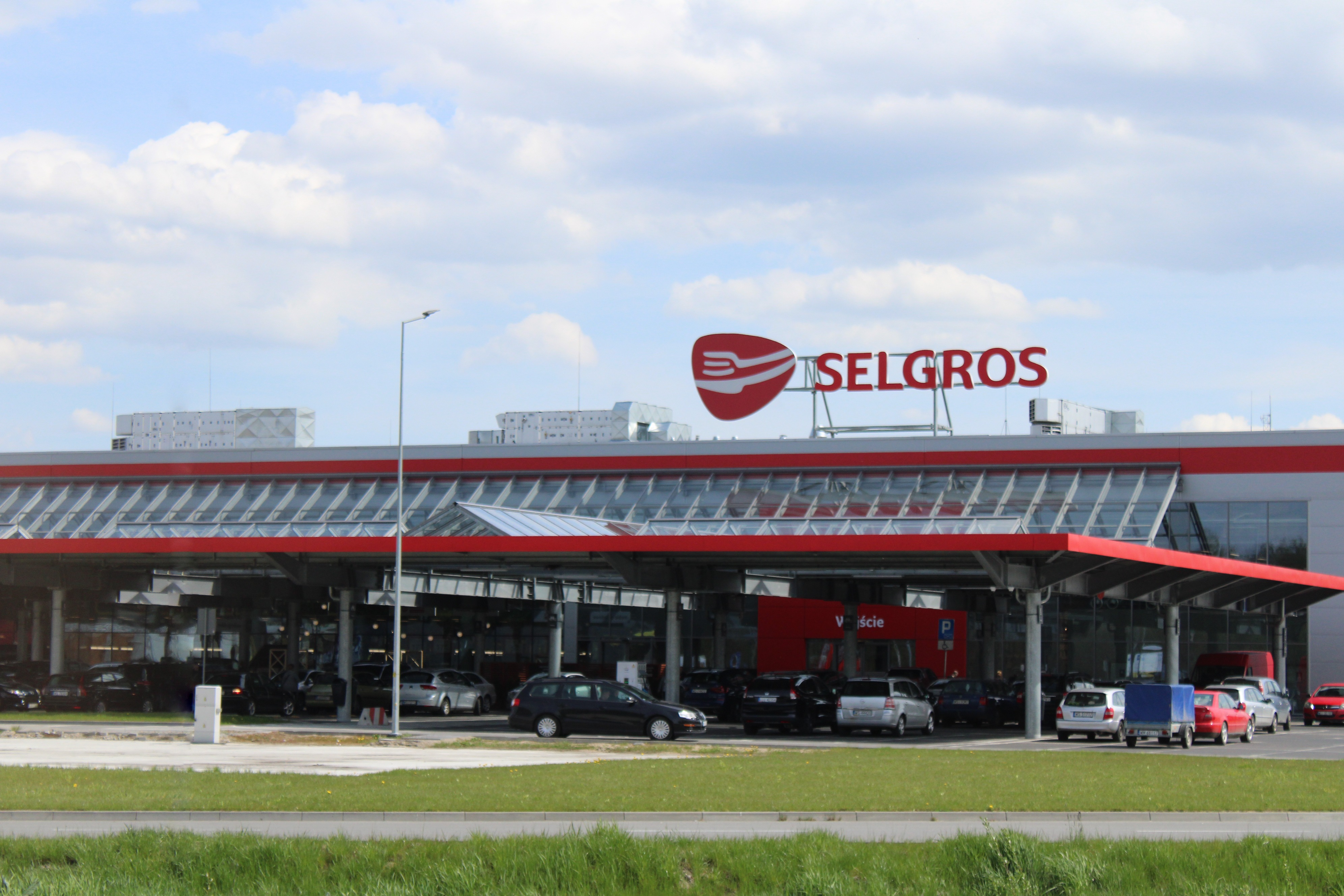
Mniejsza hala Selgros pod Siedlcami w Białkach

- lipiec 1997: otwarcie pierwszej hali w Polsce, w Poznaniu przy ul. Zamenhofa[6]
- 1998: otwarcie hali w Warszawie, na Białołęce
- czerwiec 1999: otwarcie kolejnych hal w Długołęce pod Wrocławiem i Łodzi przy ul. Rokicińskiej[7]
- listopad 1999: otwarcie hali w Szczecinie[8]
- 2000: Selgros otwiera kolejne dwie hale: w Katowicach i 14 listopada 2000 w Radomiu[9]
- 2002: otwarcie hali w Krakowie
- 2003: otwarcie hali w Gdańsku
- 2005: otwarcie drugiej hali w Warszawie przy ul. Połczyńskiej
- 2006: otwarcie hali w Bytomiu
- 2008: otwarcie hali w Białymstoku
- 2010: otwarcie drugiej hali w Łodzi przy ul. 3 Maja
- 2011: otwarcie hali we Wrocławiu przy ul. Krakowskiej
- czerwiec 2012: otwarcie piętnastej hali w Gliwicach przy ul. Toszeckiej
- październik 2014: otwarcie hali w Lublinie
- 21 czerwca 2016: otwarcie trzeciej hali w Warszawie przy ul. Marsa
- 10 października 2017: otwarcie hali w Piasecznie przy ulicy Puławskiej
- 26 marca 2020: otwarcie pierwszej w Polsce hali w mniejszym formacie w Białkach koło Siedlec
- marzec 2024: otwarcie hali w Lubinie (woj. Dolnośląskie)